# 吴心平 (1937年)
吴心平（1937年—），男，河南宁陵人，中国豫剧演员，曾任河南省商丘地区豫剧团团长，一级演员。